# Anthemis susiana
Anthemis susiana là một loài thực vật có hoa trong họ Cúc. Loài này được Nábělek mô tả khoa học đầu tiên năm 1925.